# Pioneers de Petah Tikva
Les Pioneers de Petah Tikva étaient une équipe de la Ligue israélienne de baseball en 2007. Elle était basée à Petah Tikva en Israël.

## Histoire
Les Pioneers sont l'un des 6 clubs qui composent la Ligue israélienne de baseball, qui ne joue qu'une seule saison, en 2007. L'équipe joue ses matchs locaux au Yarkon Sports Complex de Petah Tikva, un terrain partagé avec l'Express de Ra'anana. 
Le gérant des Pioneers à leur seule saison est Ken Holtzman, un ancien joueur de la Ligue majeure de baseball. Mais Holtzman quitte l'équipe avec une semaine à jouer dans la saison, citant une mésentente avec la direction de la ligue, et il laisse son assistant Tony Ferrara diriger les Pioneers pour les derniers matchs.
En 2007, les Pioneers de Petah Tikva sont la pire équipe de l'IBL. Avec seulement 9 victoires en 40 matchs joués, ils prennent le dernier rang, et sont ensuite éliminés en quarts de finale des séries éliminatoires, défaits 6-2 par le Miracle de Modi'in.